# Пьяцца, Дебра
Дебра Пьяцца (англ. Debra Piazza), урождённая Дебра Дениз Солум, известная под псевдонимами Хани Пьяцца (англ. Honey Piazza), Мисс Хани Пьяцца и Хани Александер; род. 24 апреля 1951, Фэрфилд, Калифорния, США) — американская блюзовая пианистка и певица, автор песен. Лауреат Blues Music Awards в номинации «Блюзовый пианист»/«Премия Пайнтопа Перкинса»  (2008) и ежегодный номинант в этой же категории с 1996 по 2007 годы, кроме того в составе группы Rod Piazza & The Mighty Flyers лауреат Blues Music Awards в номинации «Группа года» (1999, 2000, 2002, 2006) и номинант в этой же категории (1995—1998, 2001, 2004, 2005). Жена харпера Рода Пьяццы

## Биография
Дебра Дениз Солум родилась в Калифорнии в 1951 году. Её отец служил в US Air Force, и семья переехала в Великобританию, где Дебра стала брать уроки фортепиано с четырёхлетнего возраста. По возвращении в США, она продолжила занятия до 17-летнего возраста. В 1968 году, родив дочь, она вышла замуж за блюзового музыканта Роберта Александера. . В 1970 году он предложил ей присоединиться к группе, но ей было трудно перейти от классического обучения игре на фортепиано к миру музыкальной импровизации . Лишь услышав Отиса Спэнна, она открыла для себя фортепианный блюз, после чего усиленно осваивала его в течение двух лет. В 1971 году у пары родился сын, в то время пианистка продолжала участвовать в разных, создаваемых мужем группах. В 1972 году Дебра побывала в Чикаго, где получила возможность совершенствовать своё мастерство со звёздами чикагского блюза, например с Фредом Белоу, а затем добралась до Кливленда, где поиграла с Робертом Локвудом . По возвращении в Калифорнию в 1973 году она попала на концерт группы Bacon Fat, где тогда играл Род Пьяцца, и Дебра была принята пианисткой в группу. В 1976 году и Род, и Пьяцца развелись с прежними супругами и сформировали группу Chicago Flying Saucer Band, группу, впоследствии ставшую The Mighty Flyers. Группа записала свой дебютный альбом в 1980 году, и с тех пор регулярно записывалась и гастролировала (после ухода из группы басиста Билла Стюва в начале 2000-х под названием Rod Piazza and the Mighty Flyers Blues Quartet). 
В 1989 году пианистка вышла замуж за Рода Пьяццу. С выходом альбома «Live at BB King's Blues Club», который получил премию NAIRD (Национальная ассоциация независимых дистрибьюторов звукозаписей) в номинации «Альбом года», группа обрела признание и с тех пор собрала большое количество наград и номинаций Blues Music Awards в номинации «Группа года». Сама Хани Пьяцца в 1996 году получила номинацию лучшего блюзового пианиста и после 12 ежегодных номинаций на это звание, в 2008 году наконец была ею признана. 
Вне группы она записывалась как сайдмен с такими музыкантами, как Джимми Роджерс, Смоуки Уилсон, Пи Ви Крейтон, Джордж «Гармоника» Смит и Джуниор Уэллс
Живёт вместе с мужем в Риверсайде.
По интервью 2014 года Ларри Тейлора, в конце 1970-х некоторое время игравшего в группе Рода Пьяццы, и ушедшего из-за прихода Хани Пьяцца: «Она не умела играть. Она была ужасна. Должен сказать, что она стала играть немного лучше, но она точно не Фред Каплан» 

## Дискография (с Rod Piazza & The Mighty Flyers)
- 1981: Radioactive Material (Right Hemisphere)
- 1984: File Under Rock (Takoma)
- 1985: From The Start To The Finnish (Red Lightnin')
- 1988: Undercover (Special Delivery)
- 1991: Blues In The Dark (Black Top)
- 1992: Alphabet Blues (Black Top)
- 1994: Live At B.B. King's Blues Club (Big Mo)
- 1997: Tough And Tender (Tone-Cool)
- 1999: Here And Now (Tone-Cool)
- 2001: Beyond The Source (Tone-Cool)
- 2004: Keepin' It Real (Blind Pig)
- 2005: For The Chosen Who (Delta Groove) [CD+DVD]
- 2007: Thrillville (Delta Groove)
- 2009: Soul Monster (Delta Groove)
- 2011: Almighty Dollar (Delta Groove)
- 2014: Emergency Situation (Blind Pig)
- 2017: Live At Fleetwood's (Big Mo) [2CD]